# Антонов, Василий Васильевич (писатель)
Василий Васильевич Антонов (29 июля 1923, с. Лобаново, Акмолинская губерния − 11 июня 1984, Алма-Ата) — советский писатель, переводчик.

## Биография
Окончил отделение журналистики Казахского государственного университета им. С. М. Кирова.

## Творчество
В 1961 году вышла его первая книга — сборник сатирических рассказов «Вот публика!». Большое место в литературной работе В. Антонова занимает художественный перевод. Им переведены с казахского языка романы Дж. Тлекова «В степях Джунгарии», У.Канахина «Женщина осталась одна», с уйгурского языка множество рассказов и очерков.

### Избранные сочинения
Источник — Электронные каталоги РНБ Архивная копия от 3 марта 2016 на Wayback Machine
- Антонов В. В. Вот публика! : Юмор и сатира. — Алма-Ата: Казгослитиздат, 1961. — 59 с. — 10 000 экз.
- Антонов В. В. Если останетесь живы… : Повесть и рассказы. — Алма-Ата: Казгослитиздат, 1962. — 163 с. — (Содерж.: Если останетесь живы… (повесть). Рассказы: Может быть и так; А пурга мела; На ничейной земле; Дочь). — 210 000 экз.
- Антонов В. В. Журавли : Рассказы. — Алма-Ата: Жазушы, 1975. — 160 с. — (Содерж.: Рассказы: Журавли; Круговая оборона; Посреди войны; Ночной марш; Последнее свидание; Всегда живая; Хроника солдатской памяти). — 100 000 экз.
- Антонов В. В. Журавли : Рассказы и повести. — Алма-Ата: Жазушы, 1983. — 280 с. — (Содерж.: Повести: Прощай, собака!; Мужицкие корабли. Рассказы: Тихая ночь; Журавли; Осенние дымы; Шум моря; Сапоги на двоих; Таинство прекрасного; Быбье лето; Снегирь; А пурга мела). — 50 000 экз.
- Антонов В. В. Знакомая женщина : Повесть. — Алма-Ата: Жазушы, 1964. — 128 с. — (продолж. повести «Если останетесь живы»). — 65 000 экз.
- Антонов В. В. Исходный рубеж : Повесть. — Алма-Ата: Жалын, 1978. — 104 с. — 50 000 экз.
- Антонов В. В. На войне и рядом : Повести. — Алма-Ата: Жалын, 1985. — 271 с. — (Содерж.: На войне и рядом; Далеко от войны; Звезда заветная). — 50 000 экз.
- Антонов В. В. На тихом берегу : Повести и рассказы. — Алма-Ата: Жазушы, 1977. — 200 с. — (Содерж.: Повести: За Ладогой; Обычное время войны. Рассказы: Чутьё солдатское; После дождя; В поезде; Ветеран; Среди барханов; Медвежья охота; Самая большая рыба). — 100 000 экз.
  - . — Алма-Ата: Жазушы, 1979. — 200 с. — 100 000 экз.
- Антонов В. В. Ночной марш : Рассказы, повести. — Алма-Ата: Жазушы, 1980. — 320 с. — (Содерж.: Повести: Исходный рубеж; Обычное время войны. Рассказы: Журавли; Круговая оборона; Посреди войны; Ночной марш; Последнее свидание; Всегда живая; Чутьё солдатское; После дождя; Ветеран; Самая большая рыба). — 150 000 экз.
- Антонов В. В. Оглядись, если заблудился. — Алма-Ата: Жазушы, 1966. — 207 с. — (Содерж.: Повести: Оглядись, если заблудился; за Ладогой). — 93 000 экз.
- Антонов В. В. Последний допрос : Повести и рассказы. — Алма-Ата: Жазушы, 1968. — 106 с. — (Содерж.: Последний допрос; Пески, пески; За колонной пленных; Разведка боем; Всегда живая; Чудак). — 100 000 экз.
- Антонов В. В. Так рождались солдаты : Повести и рассказы. — Алма-Ата: Жазушы, 1970. — 106 с. — (Содерж.: Повести: Так рождались солдаты; Перед вечным огнём. Рассказы: Фамильный перстень; Одиннадцать минут). — 100 000 экз.
- Джилкишев С. Д. Вижу цель : Воспоминания пилота-воздухоплавателя / Лит. запись В. Антонова. — Жазушы, 1970. — 68 с. — 53 500 экз.
- Джилкишев С. Д. Сообщаю цель : Воспоминания пилота-воздухоплавателя / Лит. запись В. Антонова. — Жазушы, 1975. — 191 с. — 100 000 экз.
  - . — Жазушы, 1982. — 189 с. — 100 000 экз.

## Награды
- Орден Отечественной войны ІІ степени (06.08.1946)[2]
- медали.